# 50 United Nations Plaza
50 United Nations Plaza es un edificio residencial de 167 metros y 44 plantas ubicado en Manhattan, Nueva York, Estados Unidos.

## Historia
Zeckendorf Development adquirió la parcela sobre la que se asienta el edificio por 160 millones de $ en 2007. El 14 de noviembre de 2012, la familia Zeckendorf anunció el inicio de la construcción, con el inversor multimillonario israelí Eyal Ofer como socio.
El edificio de 44 plantas fue diseñado por el estudio Foster and Partners, siendo su primer edificio residencial de los Estados Unidos Norman Foster. Consta de 87 apartamentos.
El estado de Catar adquirió cuatro apartamentos en abril de 2015. En julio de 2015, el ático, que dispone de una piscina exterior, fue puesto al mercado por 70 millones de $.